# Rialtobron
Rialtobron (italienska: Ponte di Rialto) är den äldsta och mest kända av tre broar över Canal Grande i Venedig i Italien. Bron är uppkallad efter området och marknadsplatsen Rialto på östra sidan till vilken bron leder. Rialto var tidigare namnet på bankarna på båda sidor av den här delen av Canal Grande, Rivoaltus, "de höga bankarna". Canal Grande gick då under namnet Rio Businiacus.

## Historik
Den första bron över Canal Grande var en pontonbro som byggdes 1181 av Nicolò Barattieri. Den kallades Ponte della Moneta, myntbron, förmodligen uppkallad efter myntverket som var beläget på östra sidan.
När marknadsplatsen på Rialto ökade i betydelse och omfattning ersattes pontonbron av en öppningsbar träbro år 1255.. Bron bebyggdes med butiker och hyran för dessa bekostade en del av brons underhåll. Bron brändes delvis ner under en revolt under ledning av Bajamonte Tiepolo år 1310. År 1444 rasade bron av tyngden från åskådare som när de tittade på en båtparad och den kollapsade återigen 1524.
En stenbro föreslogs första gången redan år 1503 och flera förslag lades fram de följande årtiondena. Efter att myndigheterna begärt in förslag på en ny stenbro 1551 kom ritningar från flera arkitekter som Jacopo Sansovino, Palladio och Vignola. Samtliga förslag inbegrep en bro med flera valv.
Dagens stenbro, med endast ett spann, ritades av Antonio da Ponte, och den nya bron kunde invigas 1591. Bron påminner om den träbro som den ersatte med två branta ramper som leder upp till en portik mitt på bron. Ramperna upp till portiken flankeras av affärer. Konstruktionen ansågs så djärv att arkitekten förutspådde en framtida kollaps. Bron har istället blivit en av Venedigs arkitektoniska ikoner.